# Gojko Berić
Gojko Berić (Donji Vrbljani, 1939.), bosanskohercegovački je novinar, dugogodišnji kolumnist dnevnog lista Oslobođenje.

## Životopis
Gojko Berić je rođen 1939. u Donjim Vrbljanima. Odrastao je u Mostaru, gdje je završio nižu gimnaziju i Strojarski tehnikum. Još kao srednjoškolac počeo se baviti novinarstvom. Karijeru je započeo 1962. u mostarskoj Slobodi. Bio je dopisnik Oslobođenja iz Mostara i Dubrovnika, a potom višegodišnji kolumnist ovog lista.
Živi i djeluje u Sarajevu. 

## Djela
- Smrt u ljetnom Dubrovniku (1985.)
- Sarajevo na kraju svijeta (1994.)
- Pisma nebeskom narodu (2000.)
- Stanica Haag (2005.)
- Zvijeri na okupu (2006.)
- Zbogom XX stoljeće – razgovori sa Ivom Vejvodom (2013.)
- Šta je život bez dušmana (2019.)
- Dodir časne sestre (2024.)

## Nagrade
- Nagrada Oslobođenja za životno djelo 30. avgust
- Novinar godine 1992.
- Šestotravanjska nagrada Grada Sarajeva (2001.)
- Nagrada Oslobođenja za najveća profesionalna ostvaranje (2003.)
- Nagrada za životno djelo Društva novinara Bosne i Hercegovine (2008.)
- Priznanje Mimar mira (2015.)

## Vanjske poveznice
- Gojko Berić